# Rekoa augustus
Rekoa augustus är en fjärilsart som beskrevs av Fabricius 1793. Rekoa augustus ingår i släktet Rekoa och familjen juvelvingar. Inga underarter finns listade.